# 拉古纳希尔斯
拉古纳希尔斯（英語：Laguna Hills）是美国加利福尼亚州橙县下属的一座城市。建市于1991年12月20日，面积大约为6.67平方英里（17.3平方公里）。根据2010年美国人口普查，该市有人口30,344人。